# Biatlon op de Paralympische Winterspelen 2010

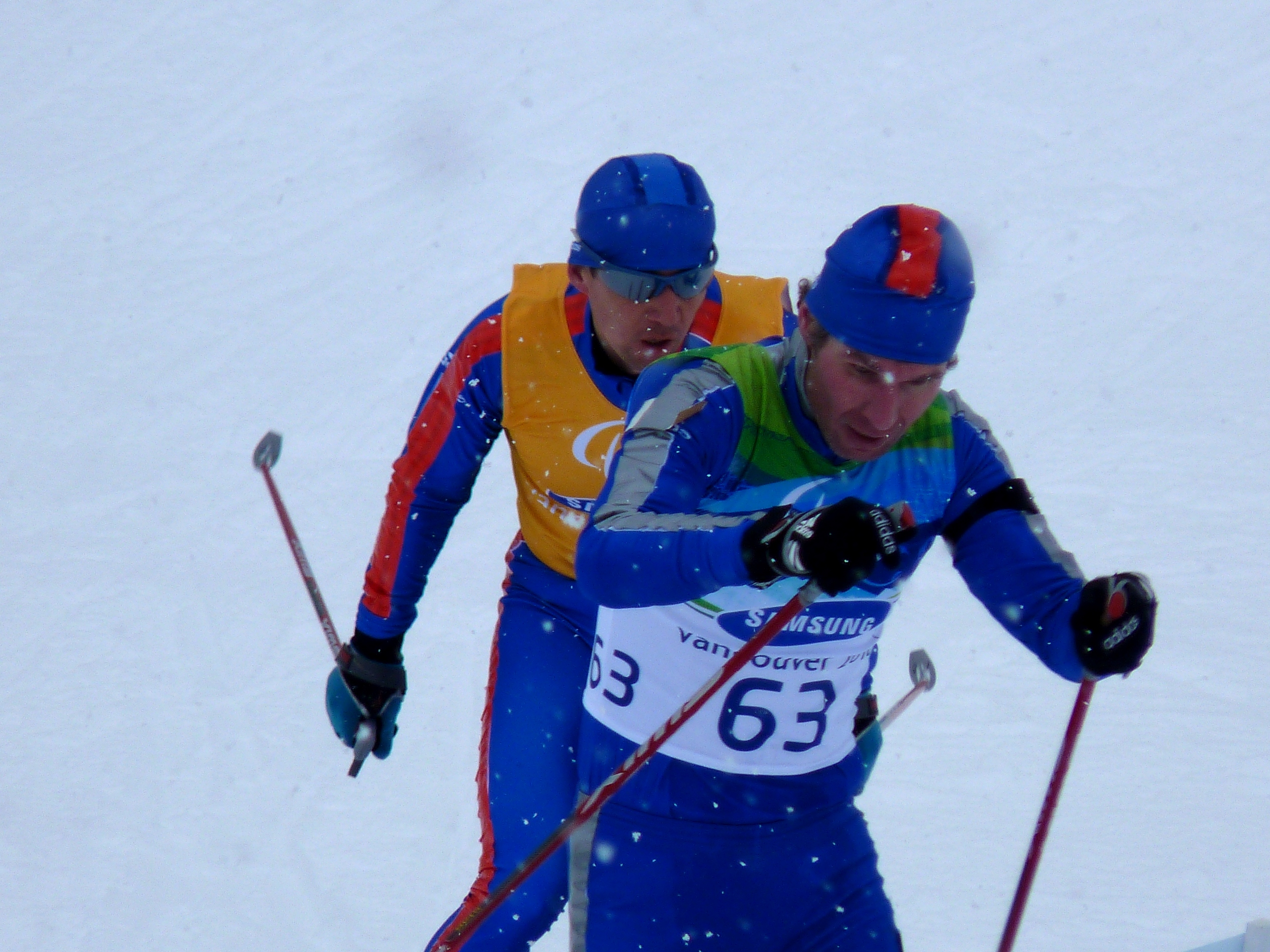
De Rus Irek Mannanov met achter hem zijn gids bij de achtervolging voor visueel beperkten

Biatlon is een van de onderdelen die op het programma staan tijdens de Paralympische Winterspelen 2010 in het Canadese Vancouver. De wedstrijden worden gehouden in het Whistler Paralympic Park te Whistler op 13 en 17 maart 2010.

## Onderdelen
Op het programma staan 12 onderdelen. Zes voor mannen en zes voor vrouwen. De deelnemers zijn verdeeld in drie categorieën; staand, zittend en visueel beperkt. Voor elke categorie worden twee disciplines gehouden. De achtervolging en de individuele afstand. Binnen een categorie doen deelnemers met een verschillende gradatie in de beperking mee. Afhankelijk van de gradatie worden de prestaties gecorrigeerd waardoor een eerlijke vergelijking van de prestaties per categorie mogelijk wordt. De staande deelnemers zijn beperkt in de beweging maar kunnen van hetzelfde materiaal gebruikmaken als de valide sporters. Zittende deelnemers gebruiken een zitski. De visueel beperkte deelnemers krijgen hulp van een ziende gids en een akoestisch richtsysteem.

## Mannen

### 2.4 km achtervolging zittend
| Rank | Naam          | Land | Tijd    | Gemiste schoten |
| ---- | ------------- | ---- | ------- | --------------- |
| 1    | Irek Zaripov  | RUS  | 9:51.00 |                 |
| 2    | Iurii Kostiuk | UKR  | 10.38,9 |                 |
| 3    | Andy Soule    | USA  | 10.53,1 |                 |

### 3 km achtervolging blind
| Rank | Naam               | Land | Tijd     | Gemiste schoten |
| ---- | ------------------ | ---- | -------- | --------------- |
| 1    | Vitaliy Lukyanenko | UKR  | 10:54.03 |                 |
| 2    | Nikolay Polukhin   | RUS  | 11.09,2  |                 |
| 3    | Vasili Shaptsiaboi | BLR  | 11.16,0  |                 |

### 3 km achtervolging staand
| Rank | Naam                 | Land | Tijd    | Gemiste schoten |
| ---- | -------------------- | ---- | ------- | --------------- |
| 1    | Kirill Mikhaylov     | RUS  | 10.32,2 |                 |
| 2    | Nils-Erik Ulset      | NOR  | 10.51,3 |                 |
| 3    | Grygorii Vovchinskiy | UKR  | 10.58,9 |                 |

### 12,5 km zittend
| Rank | Naam             | Land | Tijd    | Gemiste schoten |
| ---- | ---------------- | ---- | ------- | --------------- |
| 1    | Irek Zaripov     | RUS  | 42:22.4 |                 |
| 2    | Vladimir Kiselev | RUS  | 42:29.9 |                 |
| 3    | Roman Petushkov  | RUS  | 43:11.0 |                 |

### 12,5 km blind
| Rank | Naam               | Land | Tijd    | Gemiste schoten |
| ---- | ------------------ | ---- | ------- | --------------- |
| 1    | Wilhelm Brem       | GER  | 38:28.6 |                 |
| 2    | Nikolay Polukhin   | RUS  | 38:32.7 |                 |
| 3    | Vitaliy Lukyanenko | UKR  | 38:55.5 |                 |

### 12,5 km staand
| Rank | Naam                 | Land | Tijd    | Gemiste schoten |
| ---- | -------------------- | ---- | ------- | --------------- |
| 1    | Nils-Erik Ulset      | NOR  | 38:29.4 |                 |
| 2    | Grygorii Vovchynskyi | UKR  | 39:28.5 |                 |
| 3    | Josef Giesen         | GER  | 41:25.0 |                 |

## Vrouwen

### 2.4 km achtervolging zittend
| Rank | Naam              | Land | Tijd    | Gemiste schoten |
| ---- | ----------------- | ---- | ------- | --------------- |
| 1    | Olena Iurkovska   | UKR  | 09.55,5 |                 |
| 2    | Maria Iovleva     | RUS  | 10.12,6 |                 |
| 3    | Lyudmyla Pavlenko | UKR  | 10.20,7 |                 |

### 3 km achtervolging blind
| Rank | Naam             | Land | Tijd    | Gemiste schoten |
| ---- | ---------------- | ---- | ------- | --------------- |
| 1    | Verena Bentele   | GER  | 12.51,8 |                 |
| 2    | Liubov Vasilyeva | RUS  | 13.23,4 |                 |
| 3    | Mikhalina Lysova | RUS  | 10.53,1 |                 |

### 3 km achtervolging staand
| Rank | Naam             | Land | Tijd    | Gemiste schoten |
| ---- | ---------------- | ---- | ------- | --------------- |
| 1    | Anna Burmistrova | RUS  | 11.24,1 |                 |
| 2    | Maija Loytynoja  | FIN  | 12.59,8 |                 |
| 3    | Alena Gorbunova  | RUS  | 13.25,1 |                 |

### 10 km zittend
| Rank | Naam            | Land | Tijd    | Gemiste schoten |
| ---- | --------------- | ---- | ------- | --------------- |
| 1    | Maria Iovleva   | RUS  | 38:46.6 |                 |
| 2    | Olena Iurkovska | UKR  | 39:07.8 |                 |
| 3    | Andrea Eskau    | GER  | 39:54.2 |                 |

### 12,5 km blind
| Rank | Naam             | Land | Tijd    | Gemiste schoten |
| ---- | ---------------- | ---- | ------- | --------------- |
| 1    | Verena Bentele   | GER  | 43:57.3 |                 |
| 2    | Liubov Vasilyeva | RUS  | 46:59.4 |                 |
| 3    | Mikhalina Lysova | RUS  | 47:59.1 |                 |

### 12,5 km staand
| Rank | Naam                | Land | Tijd    | Gemiste schoten |
| ---- | ------------------- | ---- | ------- | --------------- |
| 1    | Oleksandra Kononova | UKR  | 46:01.4 |                 |
| 2    | Anna Burmistrova    | RUS  | 48:04.0 |                 |
| 3    | Iuliia Batenkova    | UKR  | 48:22.5 |                 |

Alpineskiën · Biatlon · Langlaufen · Rolstoelcurling · Sledgehockey
1988 · 1992 · 1994 · 1998 · 2002 · 2006 · 2010 · 2014 · 2018